# Гевгеозян, Мауро
Мауро Креспо Гевгеозян (арм. Մաուրո Կրեսպոի Գևգեոզյան, исп. Mauro Crespo Guevgeozián; 10 мая 1986, Монтевидео, Уругвай) — армянский футболист, нападающий клуба «Феникс» (Монтевидео). Выступал за национальную сборную Армении.

## Клубная карьера
Мауро Гевгеозян родился и вырос в столице Уругвая Монтевидео. Там же делал первые шаги в футболе.
Свой первый профессиональный контракт Гевгеозян заключил со столичным «Фениксом» в 2004 году. Спустя 3 года нападающий оказался в Армении, где в составе «Пюника» принял участие в матче 1 отборочного этапа Лиги чемпионов против ирландского «Дерри Сити». Однако вскоре Мауро покинул Армению, вернувшись в родной «Феникс».
Затем в его карьере были чилийский «Эвертон», уругвайский «Пеньяроль», парагвайский «Либертад» и перуанская «Альянса Лима». В «Альянсе» Мауро играл 2 года, отличившись 20 голами в 55 встречах.
В 2016 году перешёл в колумбийский клуб «Атлетико Букараманга», проиграв там 23 матча, в 11 из которых отличился голом.
В 2017 году перешёл в аргентинский «Темперлей», сыграв там 16 матчей, и забив 7 голов.
В период с 2017 по 2019 год играл в таких клубах как «Ньюэллс Олд Бойз», «Бельграно», «Химнасия и Эсгрима» (Ла-Плата) и снова «Темперлей».
В 2020 году подписал контракт с перуанской «Кахамаркой».

## Сборная
Мауро Гевгеозян и ранее получал вызов из сборной Армении, но не приехал, потому что Федерация Футбола Армении не согласилось на его условие, а именно: билет на самолет в бизнес-классе.
После того как сборную Армении возглавил швейцарский специалист Бернар Шалланд, Гевгеозян был приглашён в сборную на товарищеские матчи против национальной сборной Алжира и Германии.

## Личная жизнь
Мауро Гевгеозян родился в Уругвае в армянской семье. Хотя перуанские болельщики прозвали его по-другому, он известен как «Эль Арменио» среди своих товарищей по команде и дома. Гевгеозян лично гордится своим прозвищем.

## Достижения

### Командные достижения
«Пюник»
- Чемпион Армении (1): 2007

«Пеньяроль»
- Серебряный призёр Чемпионата Уругвая по футболу (1): 2011/2012
- Обладатель Кубка Либертадореса (1): 2011

«Альянса Лима»
- Обладатель Кубка Инков (1): 2014